# Antioco Zucca
Antioco Zucca (Villaurbana, 21 ottobre 1870 – Villaurbana, 6 maggio 1960) è stato un filosofo italiano.
Appartenente a una famiglia di agiati agricoltori, poté seguire gli studi inferiori a Oristano e a Cagliari. Iscrittosi alla facoltà di lettere di Bologna, dove fu allievo del Carducci, si trasferì nel 1893 all'Università di Roma dove conseguì la laurea in lettere e quella in filosofia. Ivi conobbe il De Gubernatis ed il Labriola, e strinse una forte amicizia con il conterraneo Luigi Falchi e con Paolo Orano, romano di origine sarda.
Trascorse nel 1900 un periodo di tempo a Parigi dove ebbe modo di conoscere Haeckel, Gasquet e il futuro premio Nobel Sully Prudhomme.
Per vari anni insegnò nelle scuole medie di Santu Lussurgiu, Oristano, Cagliari, Bari e Roma. Tornato, dopo il pensionamento, a Villaurbana, continuò a collaborare con riviste e associazioni italiane e straniere (Association Internationale Biocosmique, Società Romana di Filosofia, Sardegna, Il Pensiero Nazionale), entrando nel 1948 nel Fronte Popolare. Venne insignito nel 1955 della laurea honoris causa in Psicologia dall`Accademia di Studi Superiori di Bari.
Alla sua morte la sua biblioteca passò al comune di Oristano come da disposizioni testamentarie.

## Opere

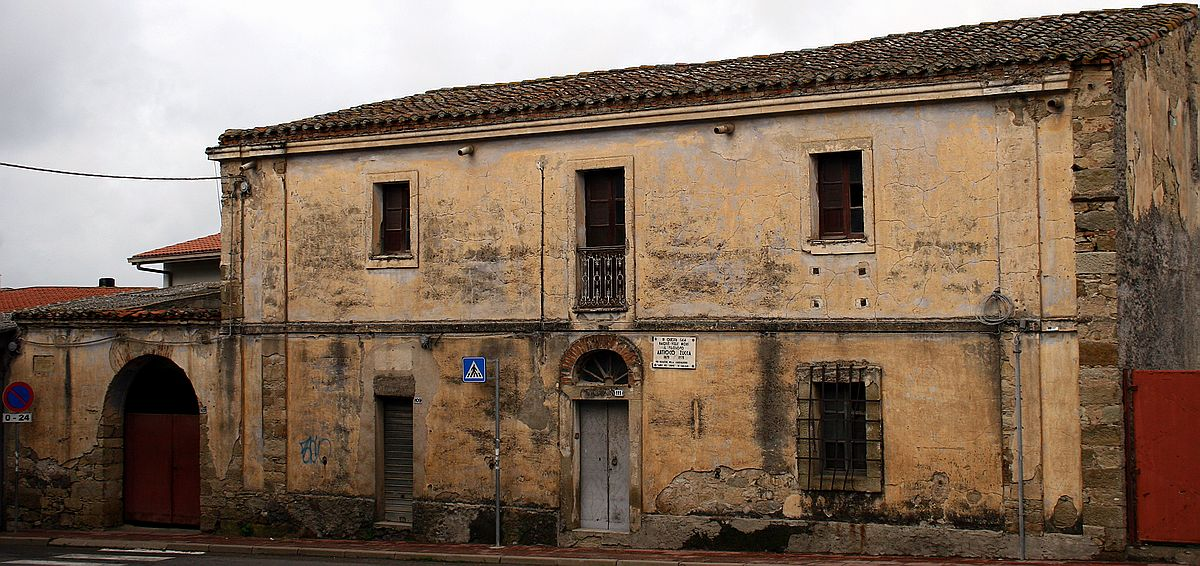
Casa di Antioco Zucca in Villaurbana

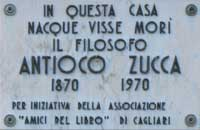
Lapide a ricordo del centenario dalla nascita

- L'uomo e l'infinito, Imola, Tipografia sociale, 1894, rist. Roma, Perino, 1895; Roma, Voghera, 1906
- Il lamento del genio, parodia, Sassari, Gallizzi, 1898.
- Dopo il dolore, canto, Chiari, Rivetti, 1909.
- Il grande enigma, Modena, Formiggini, 1910.
- Le lotte dell'individuo, “Rivista di Filosofia”, III, fasc. 4, 1911.
- Le lotte dell'individuo, Modena, Formiggini, 1911.
- Essere e non essere, “Rivista di Filosofia”, XI, fasc. 5, 1919.
- Essere e non essere, Roma, Formiggini, 1920.
- Pensieri, “Rivista sarda”, vol. 1, nn. 5-7, 31 luglio 1919, pp. 173–176.
- Leggenda e realtà, “Rivista sarda”, vol. 2, n. 5, 30 giugno 1920.
- Roberto Ardigò e il vescovo di Mantova (un'intervista nel sogno), Roma, Rivista sarda, 1921.
- Roberto Ardigò e il vescovo di Mantova (un'intervista nel sogno), Roma, Ferri, 1922.
- Un filosofo di un filosofo, “Mediterranea”, vol. 2, n. 3, 30 marzo 1928, pp. 4-7.
- I rapporti fra l'individuo e l'universo, Padova, Cedam, 1937.
- Le veritable rôle de l'homme dans l'univers, Paris, Schleicher, s.a.